# Судан на Олимпијским играма
Судан се први пут појавио на Олимпијским играма 1960. године и од тада Судан је пропустио само три Летње олимпијске игре. На игре које су одржане 1964. године Судан није послао своје представнике, 1976. се придружио бојкоту Новог Зеланда од стране афричких земаља а 1980. се придружио бојкоту московске олимпијаде који су предводиле САД.
На Зимске олимпијске игре Судан никада није слао своје представнике. Представници Судана, закључно са Олимпијским играма одржаним 2008. године у Пекингу, су освојили 1 олимпијску медаљу, сребрну у атлетици, на играма одржаним 2008. године.
Национални олимпијски комитет Судана (Sudan Olympic Committee) је основан 1956. а признат од стране Међународног олимпијског комитета 1959. године.

## Медаље
| Медаља | Атлетичар    | Игре         | Спорт    | Спортска дисциплина |
| ------ | ------------ | ------------ | -------- | ------------------- |
| Сребро | Ахмед Исмаил | 2008. Пекинг | Атлетика | 800 мушки           |

### Освојене медаље на ЛОИ
| Учешће и освојене медаље Судана на ЛОИ |                       |                       |                       |                       |                       |                       |                       |                       |                       |                       |
| ЛОИ                                    | Носилац заставе       | Учешће                | Муш.                  | Жене                  | спорт.                | Злато                 | Сребро                | Бронза                | Укупно                | Ранг                  |
| 1960 Рим                               |                       |                       |                       |                       |                       | 0                     | 0                     | 0                     | 0                     |                       |
| 1964 Токио                             | Судан није учествовао | Судан није учествовао | Судан није учествовао | Судан није учествовао | Судан није учествовао | Судан није учествовао | Судан није учествовао | Судан није учествовао | Судан није учествовао | Судан није учествовао |
| 1968 Мексико Сити                      |                       |                       |                       |                       |                       | 0                     | 0                     | 0                     | 0                     |                       |
| 1972 Минхен                            |                       |                       |                       |                       |                       | 0                     | 0                     | 0                     | 0                     |                       |
| 1976 Монтреал                          | Судан није учествовао | Судан није учествовао | Судан није учествовао | Судан није учествовао | Судан није учествовао | Судан није учествовао | Судан није учествовао | Судан није учествовао | Судан није учествовао | Судан није учествовао |
| 1980 Москва                            | Судан није учествовао | Судан није учествовао | Судан није учествовао | Судан није учествовао | Судан није учествовао | Судан није учествовао | Судан није учествовао | Судан није учествовао | Судан није учествовао | Судан није учествовао |
| 1984 Лос Анђелес                       |                       |                       |                       |                       |                       | 0                     | 0                     | 0                     | 0                     |                       |
| 1988 Сеул                              |                       |                       |                       |                       |                       | 0                     | 0                     | 0                     | 0                     |                       |
| 1992 Барселона                         |                       |                       |                       |                       |                       | 0                     | 0                     | 0                     | 0                     |                       |
| 1996 Атланта                           |                       |                       |                       |                       |                       | 0                     | 0                     | 0                     | 0                     |                       |
| 2000 Сиднеј                            |                       |                       |                       |                       |                       | 0                     | 0                     | 0                     | 0                     |                       |
| 2004 Атина                             |                       |                       |                       |                       |                       | 0                     | 0                     | 0                     | 0                     |                       |
| 2008 Пекинг                            |                       |                       |                       |                       |                       | 0                     | 1                     | 0                     | 1                     |                       |
| 2012 Лондон                            |                       |                       |                       |                       |                       | 0                     | 0                     | 0                     | 0                     |                       |
| 2016 Рио де Жанеиро                    |                       |                       |                       |                       |                       | 0                     | 0                     | 0                     | 0                     |                       |
| 2020. Токио                            |                       |                       |                       |                       |                       |                       |                       |                       |                       |                       |
| 2024. Париз                            |                       |                       |                       |                       |                       |                       |                       |                       |                       |                       |
| 2028. Лос Анђелес                      | предстојећи догађај   |                       |                       |                       |                       |                       |                       |                       |                       |                       |
| 2032. Бризбејн                         | предстојећи догађај   |                       |                       |                       |                       |                       |                       |                       |                       |                       |
| Укупно                                 |                       |                       |                       |                       |                       | 0                     | 1                     | 0                     | 1                     |                       |